# Olympia (wasmachinefabrikant)
Olympia was een bedrijf in het Oost-Vlaamse Machelen (Zulte) bekend als fabrikant van huishoudelijke wasmachines gedurende de periode van 1948 tot 2008, het laatste Belgische bedrijf in die branche.

## Evolutie
De grootvader van de laatste beheerders maakte aanvankelijk houten vaten en wastobbes. Zijn zoon stichtte het bedrijf in 1948 en noemde het Olympia, de inspiratie vond hij bij de Olympische Spelen die in dat jaar plaatsvonden in Londen. Hij zette de stap naar de gemotoriseerde wasmachines.
De laatste eigenaars en kleinzonen Jan en Fons De Bruyne brachten eerst automatische en later elektronische toestellen op de markt.

## Boerenwasmachine
Bij Olympia werkte men met 6 personeelsleden en de toestellen werden door de concurrentie smalend boerenwasmachines genoemd, omwille van hun minder fraai uiterlijk. Er was meer oog voor de kwaliteit dan voor design en flitsende lichtjes op het bedieningsbord én voor de producenten was de titel eerder een eretitel.
Het bedrijf is nooit uitgegroeid tot een wereldspeler en verkocht voornamelijk zijn toestellen in Vlaanderen, waar het een begrip was. Ze hadden één model en het werd verkocht aan een vaste prijs.
Maar vooral wie er een had was voor jaren goed.